# إرهاق عاطفي

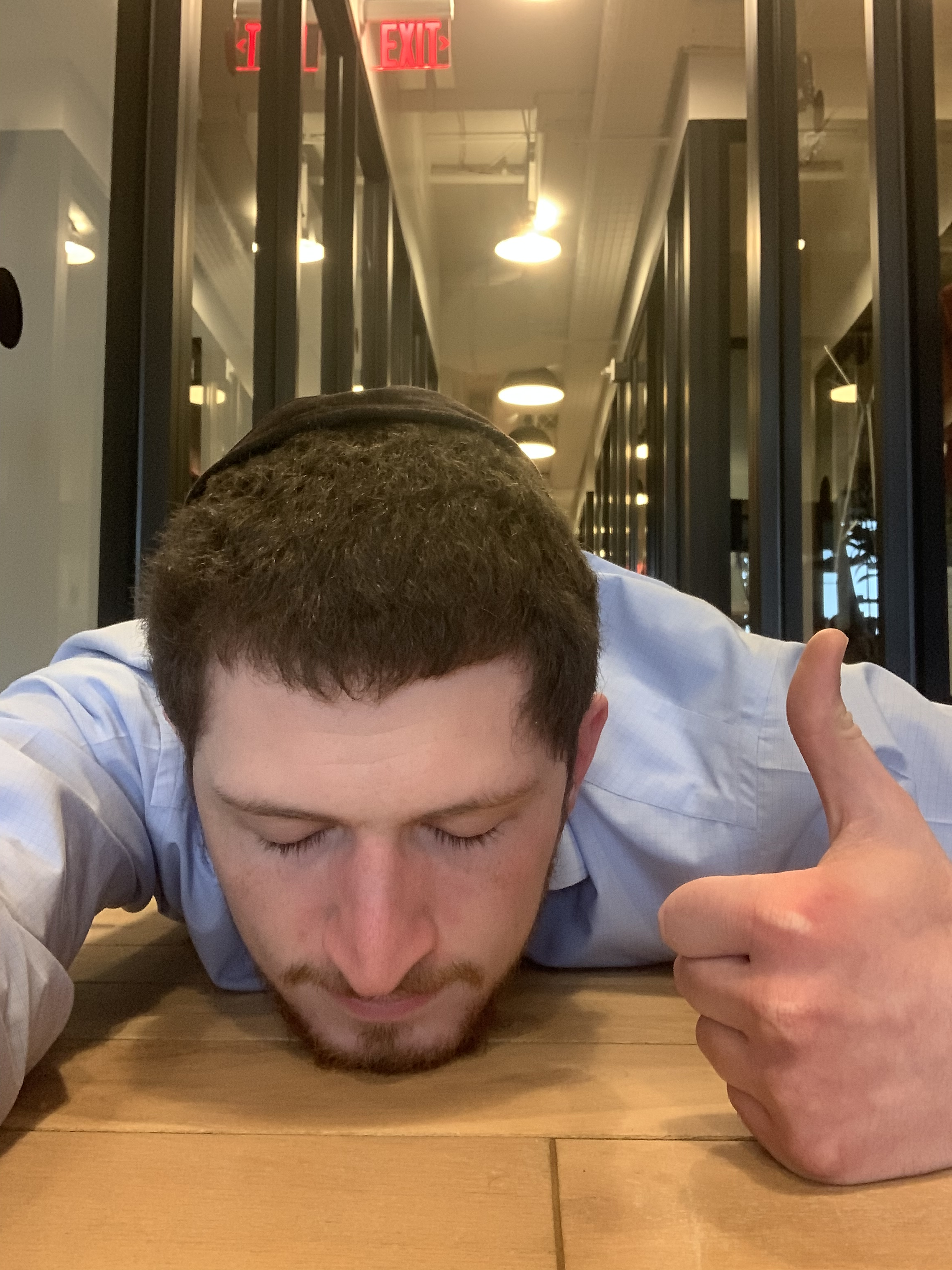
صورة لشخص يعاني من الإرهاق العاطفي والنفسي، بينما يتظاهر بأن كل شيء على ما يرام.

الإرهاق العاطفي (بالإنجليزية: Emotional exhaustion)‏ هو حالة مزمنة من الإنهاك الجسدي والعاطفي الذي ينتج عن الضغوط العملية أو الشخصية الزائدة، أو التوتر المستمر. يصف هذا المفهوم الشعور بالإرهاق العاطفي والنفسي الزائد بسبب العمل، ويتجلى ذلك في الشعور بالإجهاد الذهني والملل والإنهاك الجسدي، وعدم القدرة على التركيز والتفكير بشكل صحيح.

## استنفاد وإنهاك (احتراق)
وجهت معظم أبحاث الإرهاق العاطفي بواسطة مفهوم كريستينا ماسلاش [الإنجليزية] وسوزان جاكسون الثلاثي المكون من "الاحتراق النفسي". يشير هذا النموذج إلى أن الاحتراق النفسي يتألف من ثلاثة مكونات مترابطة: الإرهاق العاطفي، وتبدد الشخصية، وتقليل الإنجاز الشخصي. يشير تقليل الإنجاز الشخصي إلى التقييمات السلبية للذات، وهو المكون الذي يعبر عن الشعور بانخفاض القدرة على تحقيق الإنجازات الشخصية.
تشمل بعض النظريات الجديدة المقترحة من قبل كريستينا ماسلاش حول كيفية الوقاية من الإحتراق النفسي مقاربتين. تختلف هاتان المقاربتان في كيفية التعامل مع الإحتراق النفسي بشكلٍ مختلف، حيث أنهما لا يتناولان الإجهاد مباشرةً، ولكن يتعاملان مع الوضع. تتضمن المقاربة الأولى التعرف على كيفية تفاعل العلاقة بين الشخص والوضع الذي يعيشه، وربما يلزم إجراء بعض التعديلات للحد من احتمالية الإحتراق النفسي. أما المقاربة الثانية، فتعتبر الإحتراق النفسي من وجهة نظر مختلفة وتجعل الشخص يقيم سيطرته على وضعه. فإذا كان للشخص شعور أفضل بوضعه الحالي وقدرته على اتخاذ القرارات، فمن المرجح أن يقل احتمال إصابته بالإحتراق النفسي.

## المحددات
يتأثر مستوى الإرهاق العاطفي الذي يشعر به الموظف بمجموعة متنوعة من العوامل المحددة، مثل: الموارد الشخصية، واستراتيجيات التكيف، والثقافة العاطفية، والتنظيم الإشرافي لقواعد العرض.

### الموارد الشخصية
الموارد الشخصية، مثل الوضع الاجتماعي، والدعم الاجتماعي، والمال، والمأوى، قد تقلل أو تمنع الإرهاق العاطفي لدى الموظف.
وفقًا إلى نظرية حفظ الموارد [الإنجليزية]، يسعى الأشخاص للحصول على الموارد الشخصية والاحتفاظ بها وحمايتها، سواء كانت موارد أدواتية (مثل المال أو المأوى)، أو اجتماعية (مثل الدعم الاجتماعي أو الوضع الاجتماعي)، أو نفسية (مثل التقدير الذاتي أو الشعور بالاستقلالية). تشير نظرية حفظ الموارد إلى أن الأشخاص يجب أن يستثمروا الموارد لحماية أنفسهم من فقدان الموارد واستعادتها. وبالتالي، فإن أولئك الذين يمتلكون مواردًا أكبر هم أقل عرضة لخسارة الموارد وأكثر قدرة على تنظيم الحصول على المزيد من الموارد، بينما قد تؤدي الخسارة المستمرة للموارد إلى دوامة خسارة مؤثرة سريعة بالنسبة لأولئك الذين يمتلكون مواردًا أقل.
في دراسة ميدانية، تشير النتائج إلى أن الأشخاص الذين يشعرون بمستويات أعلى من الحرية في العمل (حرية اتخاذ المبادرة وممارسة التقدير في صنع القرارات)، والمهام ذات البساطة المنخفضة، والدعم الإشرافي، ونظام المرجعية الداخلي (الاتجاه لنسب الأحداث إلى السيطرة الذاتية؛ مثل الاتجاه لنسب النجاح إلى الأسباب الداخلية، مثل القدرة أو الجهد، بدلاً من الأسباب الخارجية، مثل الحظ الجيد)، يميلون إلى تجربة درجات أقل من الإرهاق العاطفي.
بالمثل، يكشف الباحثون أنه على الرغم من أن درجات استخدام تنظيم العواطف في العمل العالية ترتبط بمستويات أعلى من الإرهاق العاطفي لدى الموظفين، إلا أنه عندما يعتقد الموظفون أن لديهم حرية في سلوكيات عملهم، فإن تنظيم العواطف، الذي يؤدي إلى الإرهاق، لا يرتبط بالإرهاق على الإطلاق.
دراسة ميدانية أخرى، استنادًا إلى عينة من عمال مركز الاتصال في شركة اتصالات كبيرة، تشير إلى أن الموظفين الذين يتعرفون بشدة على عمل الخدمة، ويمتلكون مستويات أعلى من الكفاءة الذاتية (الاعتقاد في قدرتهم على النجاح)ويتلقون الدعم الاجتماعي من مشرفيهم، أقل عرضة للإرهاق العاطفي.
في دراسة أجريت مع طلاب الكليات، أسفر الإرهاق الناتج عن نمط حياة يتطلب كميات عالية جدًا من الجهد مع عدم وجود نظم دعم مناسبة للتعامل مع التوتر. حدّد المورد الشخصي لآليات الدعم (مثل الدعم الاجتماعي) بوصفه ميزة كبيرة تقلل من التأثيرات السلبية للتوتر التي يمكن أن تؤدي إلى الإرهاق.

### استراتيجيات المواجهة
يقترح الباحثون أن الإرهاق العاطفي قد يكون نتيجة لاستخدام استراتيجيات غير مناسبة من أجل التعامل مع الأحداث الإشكالية في الوظيفة. وفقًا لذلك، هناك أدلة تجريبية على أن الموظفين الذين يميلون إلى استخدام المزيد من استراتيجيات التحكم، والتي تعتبر استراتيجيات أكثر إنتاجية (معنية بمعالجة الموقف ؛ مثل العمل المباشر وطلب المساعدة) يميلون إلى تجربة مستويات أقل من الإرهاق العاطفي من أولئك الذين يميلون لاستخدام المزيد من استراتيجيات الهروب، والتي تعتبر استراتيجيات غير مناسبة (تستخدم لتجنب المشاكل ؛ مثل التجنب والاستسلام مع الموقف الإشكالي). يمكن استخدام استراتيجيات التكيف بتوجه يركز على حل المشكلة (سابقًا يُسمى استراتيجيات السيطرة) أو توجه يركز على التجنب / التكيف مع العواطف (سابقًا يُسمى استراتيجيات الهروب). أظهرت الأبحاث التجريبية أن ممارسة الوعي الذاتي، كاستراتيجية تركيزها على حل المشكلة، وقضاء الوقت مع العائلة، كاستراتيجية تركيزها على التكيف مع العواطف، كانتا الأكثر استخداماً من بين استراتيجيات التكيف المختلفة.

### الثقافة العاطفية
لقد ثبت أن للثقافات الإقليمية والوطنية معايير مختلفة للتعبير العاطفي، وتختلف في توقعاتها لتنظيم المشاعر والتعبير عنها في مكان العمل. هذه الاختلافات هي جزء من الثقافة العاطفية في تلك الثقافات. فبعض الثقافات موجهة بشكل أكبر نحو المؤسسات، مع وجود أنماط قوية لتنظيم العواطف لتحقيق الأدوار والمعايير التنظيمية، بينما تنحو ثقافات أخرى بشكل أكبر نحو الاندفاع، وتقدر التعبير عن العواطف غير المنظمة.
من الأمثلة على الثقافة ذات التوجه التنظيمي القوي تجاه المشاعر الولايات المتحدة، وذلك بسبب القاعدة الأمريكية القوية للتصرف بإيجابية وإخفاء المشاعر السلبية (قاعدة "الخدمة بابتسامة") ؛ بينما يمكن استخدام فرنسا كمثال لدولة ذات توجه أكثر اندفاعًا نحو العواطف.
من المرجح أن يشعر الأشخاص داخل الثقافات الذين يميلون إلى استخدام التوجه الاندفاعي لفهم وتقييم المواقف الاجتماعية بمزيد من التحكم الشخصي في تعبيراتهم أكثر من الأشخاص داخل الثقافات ذات التوجه التنظيمي، مما يؤدي إلى مزيد من الحماية ضد الإجهاد والإرهاق العاطفي.
استنادًا إلى هذه الحجج، أجريت دراسة بحثية في المؤسسات للتحقق من تأثير الثقافة العاطفية على درجة الإرهاق العاطفي الذي يشعر به الموظفون الذين يعملون في وظائف تتضمن التفاعل مع العملاء ومتطلبات العمل العاطفي. في هذه الدراسة، وبين الموظفين العاملين في مثل هذه الوظائف، أظهر الموظفون الذين ينتمون إلى ثقافة أكثر اندفاعًا (فرنسا) درجات أقل من الإرهاق العاطفي، من تلك التي يشعر بها الموظفون الذين ينتمون إلى ثقافة أكثر توجهًا نحو المؤسسات (الولايات المتحدة).

### التنظيم الإشرافي لـ "قواعد العرض"
من المرجح أن يكون المشرفون محددين مهمين للمطالب الشخصية على مستوى العمل، نظرًا لتأثيرهم المباشر على معتقدات العاملين حول توقعات الأداء العالي. علاوة على ذلك، تؤثر انطباعات المشرفين بشأن أهمية قواعد العرض (قواعد العرض التي تحدد أي نوع من العواطف يُسمح بالتعبير عنه على العمل) على انطباعات الموظفين حول هذه القواعد.
تشير دراسة حديثة أيضًا إلى أن الموظفين الذين يحملون نفس الوظيفة (على سبيل المثال، ممثلو مركز الاتصال) قد يختبرون قواعد العرض بطريقة مختلفة إذا كانوا يعملون لمشرفين مختلفين، الذين يختلفون في التركيز الذي يضعونه على متطلبات الأدوار الشخصية للمرؤوسين، وبذلك يختبرون مستويات مختلفة من الإرهاق العاطفي. تبين أن وجود مشرف يضع أكبر أهمية على متطلبات العمل الشخصية يؤدي إلى زيادة الإرهاق العاطفي (خاصة بالنسبة لتلك الفرعية التي لديها هوية وظيفية منخفضة).

### نموذج التفاعل الاجتماعي للتأثيرات على إجهاد العمل
تركز النماذج الحالية لتأثير تنظيم العواطف على الضغط على العمل على العمليات داخلية للفرد التي تعمل داخل عقله وجسده أثناء تنظيم العاطفة، ولكن هذه النماذج لها عدة قيود.
1. تشير الأبحاث إلى أن تنظيم العواطف يكون أحيانًا إيجابيًا، وأحيانًا سلبيًا، وأحيانًا لا يرتبط بالضغط.[27] ولا تتنبأ النماذج داخل الفرد عندما يزيد الإجهاد أو ينقص.
2. لا تميز النماذج الحالية بين تضخيم العاطفة وكبحها، على الرغم من أن النتائج تميل إلى الاختلاف بالنسبة لهم.
3. لا تشير هذه النماذج إلى الوظائف الاجتماعية أو الشخصية للعواطف.[28]
4. كما أنهم لا يفسرون التأثيرات المختلفة التي تحدثها المشاعر المنفصلة المختلفة على الإجهاد (على سبيل المثال، اللطيف مقابل المزعج).

يقترح كوتيه (2005) نموذج تفاعل اجتماعي يأخذ في الاعتبار هذه القيود. في هذا النموذج، يُتنبأ بالضغط الناتج عن العمل وفقًا للعوامل التالية:
1. نوع وصحة المشاعر التي عبر عنها المرسل في حالة التعامل مع الآخرين.
2. مهارة المتلقي في فك تشفير عرض العاطفة.
3. رد المرسل على رد فعل المتلقي.

وفقًا لكوتيه (2005)، فإن التغذية الراجعة الشخصية أكثر فعالية بكثير من التغذية الراجعة الداخلية، وتسود إذا كانت العمليتان في صراع. يقترح نموذج التفاعل الاجتماعي مسارًا بديلًا للمضي قدمًا في بناء النظرية والبحوث المستقبلية.

## التداعيات
ربطت الأبحاث الإرهاق العاطفي بمجموعة واسعة من الأمراض وانهيار عام في مشاعر المجتمع. ومع ذلك، بدأ جسم متزايد من الأبحاث في إظهار أن الإرهاق العاطفي يمكن أن يكون له عواقب ضارة على المؤسسات أيضًا.
على سبيل المثال، يشير راسل كروبانزانو وزملاؤه، في دراساتهم الحقلية الاثنتين، إلى أن الموظفين المرهقين يظهرون التزامًا تنظيميًا [الإنجليزية] أقل، وأداء وظيفيًا أقل، وسلوكيات مواطنة تنظيمية [الإنجليزية] أقل الموجهة نحو المنظمة ومشرفيهم، ورغبة انفكاك وظيفي أعلى. يقترحون أنه يمكن اعتبار الإرهاق العاطفي كتكلفة تميز قيمة أي فوائد يحصل عليها الموظفون من خلال العمل، وبالتالي، يمكن اعتبار المؤسسة التي تعمل موظفيها بشكل مفرط حتى يصلوا إلى حد الإرهاق العاطفي على أنها غير عادلة.
وبالمثل، وجدت الدراسات الطولية أن الموظفين المنهكين لا يظهرون فقط أداء وظيفي أقل، ولكن أيضًا المزيد من الغياب، واحتمال أكبر للبحث عن عمل في مكان آخر (الدوران الطوعي الفعلي).

## مقالات ذات صلة
- احتراق نفسي مهني